# エリック・ジョワゼル

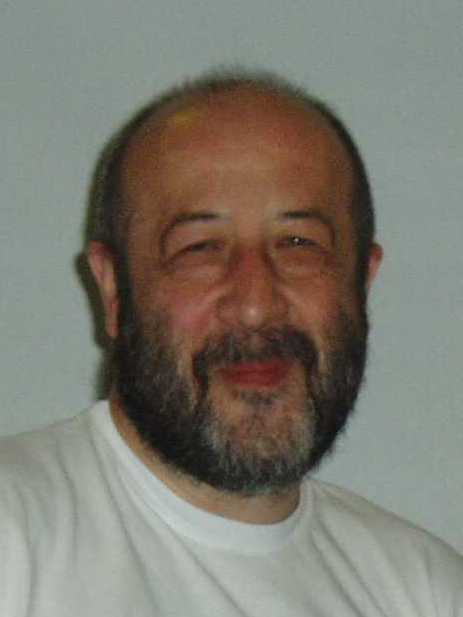

エリック・ジョワゼル、フランス語: Éric Joisel, 1956年11月15日 - 2010年10月10日）は、フランスの折り紙作家。超コンプレックス系折り紙を得意とし、彼の造形センスに並ぶ者はいないほどである。
ウェットフォールディングの技法を用いた作品を多く発表している。
彼の代表作として、アルレッキーノなどが知られている